# Messier 41
Messier 41 (também conhecido como M41 ou NGC 2287) é um aglomerado estelar aberto na constelação de Canis Major. Foi descoberto por Giovanni Battista Hodierna em 1654 e foi, talvez, conhecido por Aristóteles, cerca de 325 a.C. M41 fica a cerca de quatro graus quase exatamente ao sul de Sirius. Ele contém cerca de 100 estrelas, incluindo várias gigantes vermelhas, a mais brilhante é do tipo espectral K3 gigante perto do centro do aglomerado. Estima-se que o aglomerado está se afastando de nós a 23,3 km/s. O diâmetro do aglomerado é entre 25 e 26 anos-luz. Sua idade é estimada entre 190 e 240 milhões de anos.

## Descoberta e visualização
John Ellard Gore afirma que o aglomerado aberto foi visto por Aristóteles em 325 a.C., o que classificaria M41 como oobjeto do céu profundo de menor brilho já visto na Antiguidade. Entretanto, a declaração não e ponto comum entre os historiadores da astronomia. A.A. Barnett afirma que não foi o aglomerado que Aristóteles descreveu, mas sim um pedaço da Via-Láctea próxima à estrela Delta Canis Majoris.
Giovanni Battista Hodierna foi o primeiro a catalogar o aglomerado antes de 1654, embora viesse a ser conhecido após a redescoberta independentemente de John Flamsteed em 16 de fevereiro de 1702. Foi novamente redescoberto por Guillaume Le Gentil em 1749, e por Charles Messier, que o adicionou em seu catálogo em 16 de janeiro de 1765.

## Características
Fica a quase quatro graus na esfera celeste a sul de Sirius, a estrela mais brilhante do céu noturno. Contém cerca de 100 estrelas, incluindo várias gigantes vermelhas. Entre elas está a estrela mais brilhante do aglomerado, pertencendo à classe espectral K3 e tendo uma magnitude aparente 6,9, situada perto do centro do aglomerado. Suas estrelas estão distribúdas em volume com 25 a 26 anos-luz de diâmetro e estão se afastando radialmente da Terra a uma velocidade de 34 km/s. Situando-se a uma distância de 2 300 anos-luz do Sistema Solar, estão espalhadas em uma área da esfera celeste de 38 minutos de arco de diâmetro.
Sua idade foi estimada em 190 milhões de anos, segundo o Sky Catalogue 2000.0, ou 240 milhões de anos segundo Georges Meynet. Sua estrela mais quente pertence à classe espectral A0 e é classificado como um aglomerado aberto tipo I,3,r, segundo a classificação de aglomerados abertos de Robert Julius Trumpler, onde a classe I refere-se aos aglomerados mais densos e a classe IV aos menos densos; a classe 1 aos aglomerados com pouca diferença de brilho entre seus componentes e a classe 3 aos que tem grande diferença de brilho; e a classe p aos aglomerados pobres em estrelas, m para aglomerados com a quantidade de estrelas dentro da média e r para os ricos em estrelas.
M41 está a mesma distância em relação à Terra de outro aglomerado aberto, menos brilhante, Collinder 121, separados na esfera celeste por apenas 4,6 graus. A distância linear entre os dois aglomerados é de apenas 60 anos-luz e especula-se se há uma ligação gravitacional entre os objetos.